# 印度尼西亚天主教教区列表
罗马天主教会在印度尼西亚设有10个教省和37个教区，包括一個軍中教區。

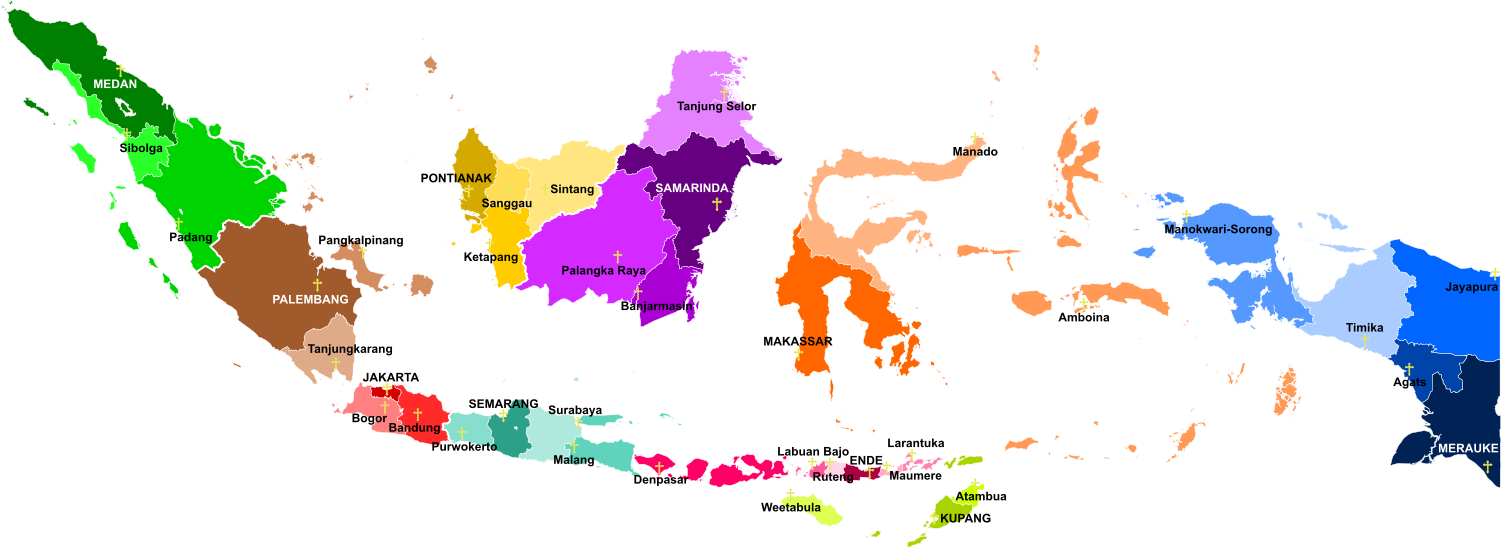
印尼教區和大主教區地圖。

## 英德教省
- 天主教英德总教区
  - 天主教登巴萨教区
  - 天主教拉兰图卡教区
  - 天主教毛梅雷教区
  - 天主教鲁滕教区

## 雅加达教省
- 天主教雅加达总教区
  - 天主教万隆教区
  - 天主教茂物教区

## 古邦教省
- 天主教古邦总教区
  - 天主教阿坦布阿教区
  - 天主教威特布拉教区

## 望加锡教省
- 天主教望加锡总教区
  - 天主教安汶教区
  - 天主教万鸦老教区

## 玛加沙教省
- 天主教棉兰总教区
  - 天主教巴东教区
  - 天主教实武牙教区

## 马老奇教省
- 天主教马老奇总教区
  - 天主教阿加茨暨阿斯馬特教區
  - 天主教查亚普拉教区
  - 天主教馬諾夸里暨索龍教區
  - 天主教蒂米卡教区

## 巨港教省
- 天主教巨港总教区
  - 天主教槟港教区
  - 天主教直落勿洞教区

## 坤甸教省
- 天主教坤甸总教区
  - 天主教吉打邦教区
  - 天主教桑高教区
  - 天主教新当教区

## 三马林达教省
- 天主教三马林达总教区
  - 天主教马辰教区
  - 天主教帕朗卡拉亚教区
  - 天主教丹戎塞洛教区

## 三宝垄教省
- 天主教三宝垄总教区
  - 天主教玛琅教区
  - 天主教普禾格多教区
  - 天主教泗水教区